# Her Loss
《Her Loss》는 2022년 11월 4일에 발매된 드레이크와 21 새비지의 음반이다. OVO 사운드와 리퍼블릭 레코드에 의해 발매되었다.